# Solow Building
Il Solow Building è un grattacielo di New York costruito tra il 1968 e il 1974 e alto 210 metri. La struttura prende il nome da Sheldon Solow, uno sviluppatore immobiliare che ha costruito il grattacielo per la sua azienda, la Solow Building corporation.
È il cinquantaquattresimo edificio più alto di New York.

## Caratteristiche
Una caratteristica degna di nota è la pendenza verticale concava delle due facciate nord e sud rivolte verso la 57a e la 58a strada. Questa tecnica di costruzione è presente anche nel WR Grace Building, un altro grattacielo alto 190 metri progettato sempre da Bunshaft.
L'edificio presenta un garage sotterraneo, uno spazio commerciale (sul lato nord), uno spazio sotterraneo occupato da un ristorante, un'area commerciale tra i piani 2-3, un'edicola nella hall e 24 ascensori ad alta velocità suddivisi in gruppi di piani.

## Nella cultura di massa
Il grattacielo appare in numerose serie tv e film, tra i quali Sex and the City, Friends, Zoolander e Cloverfield.